# John Harvey Kellogg
John Harvey Kellogg (ur. 26 lutego 1852 w Tyrone, zm. 14 grudnia 1943 w Battle Creek) – amerykański lekarz, wynalazca płatków kukurydzianych i masła orzechowego.

## Życiorys
Zarządzał sanatorium w Battle Creek w stanie Michigan, gdzie stosował medycynę holistyczną obejmującą odpowiednią dietę, lewatywy oraz gimnastykę. Pensjonariuszom podawano płatki kukurydziane, których był wynalazcą. Kellogg był wegetarianinem i czynnym obrońcą wegetarianizmu. Zaangażowany był także w pisanie książek o tematyce religijnej i medycznej.
Wraz ze swym bratem Willem Keithem Kelloggiem, jest wynalazcą popularnych kukurydzianych płatków śniadaniowych oraz masła orzechowego, które wpłynęły na zmiany dietetyczne w typowym amerykańskim śniadaniu, którego podstawą były dotychczas mięso i jajka.
Dr Kellogg był zagorzałym przeciwnikiem onanizmu, któremu przypisywał różne negatywne następstwa, zarówno w sferze fizycznej, emocjonalnej, jak i duchowej człowieka. W celu jej zwalczania zalecał obrzezanie bez znieczulenia. Poglądy w tym zakresie opublikował w książce Leczenie z samogwałtu i jego konsekwencji.
John H. Kellogg był adwentystą dnia siódmego oraz bliskim współpracownikiem Ellen G. White.
O John H. Kelloggu i jego metodach leczniczych opowiada film komediowy Droga do Wellville.

## Wybrane publikacje
- 1877 – Plain Facts For Old And Young: Embracing The Natural History And Hygiene Of Organic Life
- 1888 – Treatment for Self-Abuse and its Effects, Plain Facts for Old and Young
- 1893 – Ladies Guide in Health and Disease
- 1903 – The Living Temple
- 1903 – Rational Hydrotherapy
- 1910 – Light Therapeutics
- 1914 – Needed -- A New Human Race Official Proceedings: Vol. I, Proceedings of the First National Conference on Race Betterment. Battle Creek, MI: Race Betterment Foundation, 431-450.
- 1915 – The Eugenics Registry Official Proceedings: Vol II, Proceedings of the Second National Conference on Race Betterment. Battle Creek, MI: Race Betterment Foundation.
- 1922 – Autointoxication or Intestinal Toxemia
- 1923 – Tobaccoism or How Tobacco Kills
- 1927 – New Dietetics: A Guide to Scientific Feeding in Health and Disease
- 1929 – Art of Massage: A Practical Manual for the Nurse, the Student and the Practitioner